# 派恩芒廷瓦利 (喬治亞州)
派恩芒廷瓦利（英語：Pine Mountain Valley）是位於美國喬治亞州哈里斯縣的一個非建制地區。該地的面積和人口皆未知。

## 地理
派恩芒廷瓦利的座標為32°47′55″N 84°49′24″W / 32.79861°N 84.82333°W，而該地的平均海拔高度為266米（即873英尺）。